# Psyllatos
Psyllatos (in greco Ψυλλάτος?; in turco Sütlüce) o Psilatos è un villaggio di Cipro, situato a 5 km a ovest di Lefkoniko, sull'autostrada Nicosia-Trikomo. Esso è situato de iure nel distretto di Famagosta e de facto nel distretto di Gazimağusa. È de facto sotto il controllo di Cipro del Nord. Il villaggio era abitato da turco-ciprioti prima del 1974.
Nel 2011 Psyllatos aveva 291 abitanti.

## Geografia fisica
Psyllatos è situato nella pianura della Messaria, cinque chilometri a ovest di Lefkoniko/Geçitkale.

## Origini del nome
Il significato del nome è oscuro. Secondo Louis de Mas Latrie, il nome del villaggio potrebbe derivare dal nome proprio "Psilo", il presunto proprietario medievale del feudo in cui si trova il villaggio. Potrebbe anche essere, come suggerisce Goodwin, che il nome sia stato adottato da questo signore locale ricavandolo da  parole greche come "pulce" (psillos) o "uomo alto" (psilos). In passato, i turco-ciprioti chiamavano il villaggio İpsillad e, secondo i racconti dei turco-ciprioti, il nome deriverebbe dalla parola greca psillos (pulce) a causa di una persistente infestazione di pulci nella zona. Nel 1958 i turco-ciprioti cambiarono il nome in Sütlüce, che significa "con latte".

## Società

### Evoluzione demografica
Nel censimento ottomano del 1831 i musulmani (turco-ciprioti) costituivano gli unici abitanti del villaggio. Per tutto il periodo britannico il villaggio fu ancora abitato esclusivamente da turco-ciprioti, a parte pochi greco-ciprioti che compaiono nei registri per brevi periodi. Durante la prima metà del XX secolo, la popolazione del villaggio è aumentata costantemente, passando da 361 abitanti nel 1901 a 457 nel 1931, dopodiché la crescita si è stabilizzata. Nel 1960 la popolazione del villaggio era di 455 abitanti.
Dalla popolazione originaria nessuno è stato sfollato; tuttavia, il villaggio è servito come centro di accoglienza transitorio per gli sfollati turco-ciprioti nel 1964. Nel 1971, il geografo politico Richard Patrick ha registrato dodici sfollati che vivevano nel villaggio. Dal 1964 al 1974, Psyllatos/Sütlüce ha fatto amministrativamente parte dell'enclave turco-cipriota di Chatos/Serdarlı. Patrick ha stimato che la popolazione del villaggio nel 1971 fosse di 480 abitanti.
Attualmente il villaggio è abitato principalmente dai suoi abitanti originari. Dopo il 1974, gli sfollati che si erano rifugiati a Psyllatos/Sütlüce sono tornati nei loro villaggi e gradualmente i giovani hanno iniziato a migrare per trovare lavoro in città e all'estero. Di conseguenza, la popolazione del villaggio ha subito un notevole calo, passando da 480 abitanti nel 1971 a 336 nel 1996. Secondo i dati turco-ciprioti del 2006, la popolazione del villaggio era allora pari a 349 abitanti.